# Periodograma
En el processament del senyal, un periodograma és una estimació de la densitat espectral d'un senyal. El terme va ser encunyat per Arthur Schuster el 1898. Avui, el periodograma és un component de mètodes més sofisticats (vegeu estimació espectral). És l'eina més comuna per examinar les característiques d'amplitud i freqüència dels filtres FIR i les funcions de la finestra. Els analitzadors d'espectre FFT també s'implementen com una seqüència temporal de periodogrames.

## Definició
Hi ha almenys dues definicions diferents en ús avui dia. Un d'ells implica una mitjana de temps,  i un no. La mitjana de temps és també l'àmbit d'altres articles (el mètode de Bartlett i el mètode de Welch). Aquest article no tracta de la mitjana de temps. La definició d'interès aquí és que la densitat espectral de potència d'una funció contínua, {\displaystyle x(t),} és la transformada de Fourier de la seva funció d'autocorrelació (vegeu el teorema de correlació creuada, la densitat espectral i el teorema de Wiener-Khinchin): {\displaystyle {\mathcal {F}}\{x(t)\circledast x^{*}(-t)\}=X(f)\cdot X^{*}(f)=\left|X(f)\right|^{2}.}

## Càlcul

Un espectre de potència (magnitud-quadrat) de dues funcions de base sinusoïdal, calculat pel mètode del periodograma.

Per a valors prou petits del paràmetre T, es pot observar una aproximació arbitràriament precisa de X(f) a la regió {\displaystyle -{\tfrac {1}{2T}}<f<{\tfrac {1}{2T}}} de la funció:
{\displaystyle X_{1/T}(f)\ \triangleq \sum _{k=-\infty }^{\infty }X\left(f-k/T\right),}

Two power spectra (magnitude-squared) (rectangular and Hamming window functions plus background noise), calculated by the periodogram method.

que està determinat amb precisió per les mostres x(nT) que abasten la durada diferent de zero de x(t) (vegeu Transformada de Fourier en temps discret).
I per a valors prou grans del paràmetre N , {\displaystyle X_{1/T}(f)} es pot avaluar amb una freqüència arbitràriament propera mitjançant una suma de la forma:
{\displaystyle X_{1/T}\left({\tfrac {k}{NT}}\right)=\sum _{n=-\infty }^{\infty }\underbrace {T\cdot x(nT)} _{x[n]}\cdot e^{-i2\pi {\frac {kn}{N}}},}on k és un nombre enter. La periodicitat de 
{\displaystyle e^{-i2\pi {\frac {kn}{N}}}} permet escriure això de manera molt senzilla en termes d'una transformada de Fourier discreta:
{\displaystyle X_{1/T}\left({\tfrac {k}{NT}}\right)=\underbrace {\sum _{n}x_{_{N}}[n]\cdot e^{-i2\pi {\frac {kn}{N}}},} _{\text{DFT}}\quad \scriptstyle {{\text{(suma sobre }}n{\text{-seqüència de longitud }}N)},}on
{\displaystyle x_{_{N}}} és una suma periòdica: 
{\displaystyle x_{_{N}}[n]\ \triangleq \sum _{m=-\infty }^{\infty }x[n-mN].}
Quan s'avalua per a tots els nombres enters, k, entre 0 i N -1, la matriu:
{\displaystyle S\left({\tfrac {k}{NT}}\right)=\left|\sum _{n}x_{_{N}}[n]\cdot e^{-i2\pi {\frac {kn}{N}}}\right|^{2}}és un periodograma.

## Aplicacions

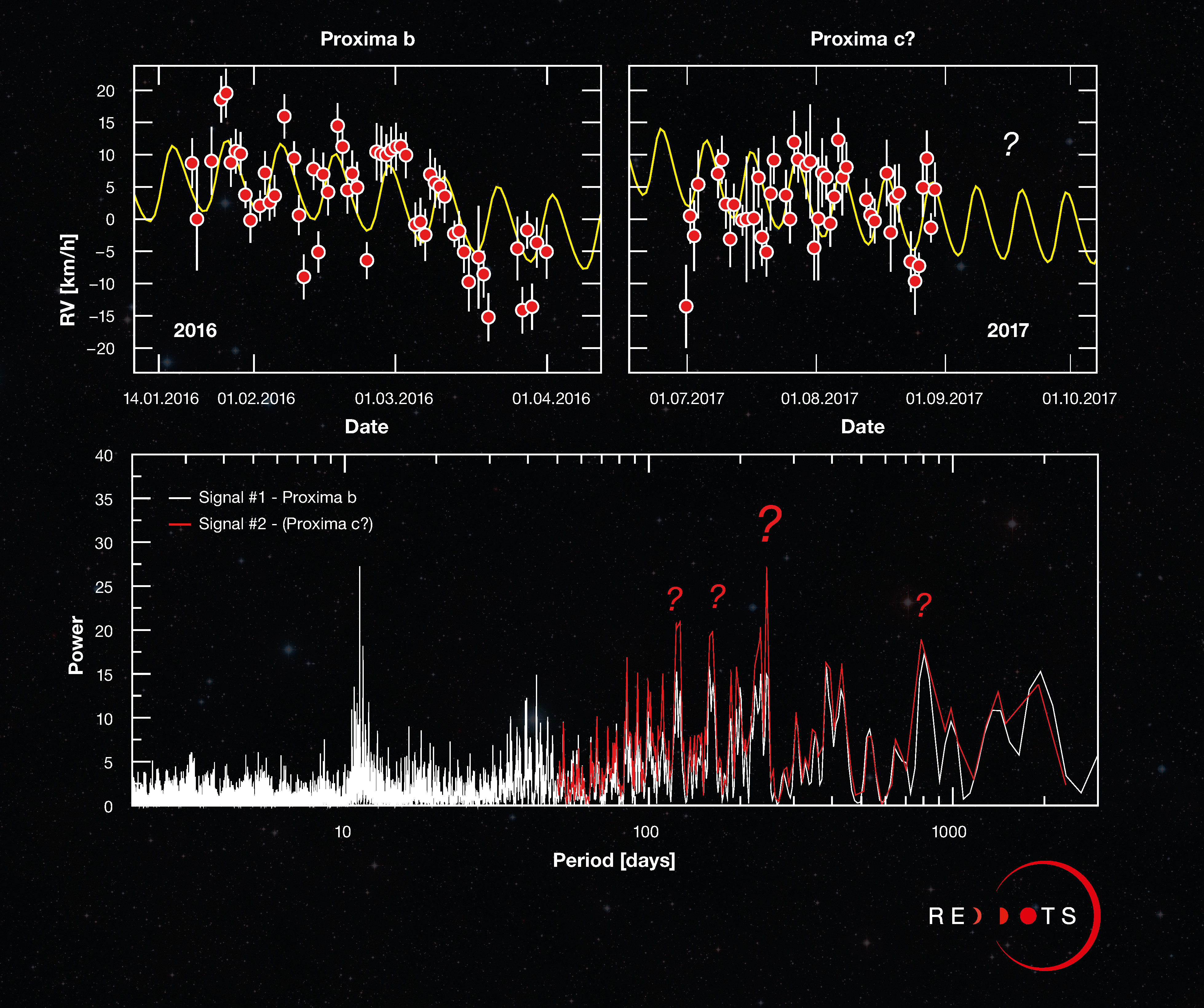
A la part inferior es mostra el periodograma de Proxima Centauri b.

Quan s'utilitza un periodograma per examinar les característiques detallades d'un filtre FIR o d'una funció de finestra, el paràmetre N s'escull per ser diversos múltiples de la durada diferent de zero de la seqüència x[n], que s'anomena farciment zero (vegeu § Sampling the DTFT). Quan s'utilitza per implementar un banc de filtres, N són diversos submúltiples de la durada diferent de zero de la seqüència x[n] (vegeu § Sampling the DTFT).
Una de les deficiències del periodograma és que la variància a una freqüència determinada no disminueix a mesura que augmenta el nombre de mostres utilitzades en el càlcul. No proporciona la mitjana necessària per analitzar senyals semblants al soroll o fins i tot sinusoides amb relacions senyal-soroll baixes. Les funcions de finestra i les respostes d'impuls del filtre són silencioses, però molts altres senyals requereixen mètodes més sofisticats d'estimació espectral. Dues de les alternatives utilitzen periodogrames com a part del procés:
- El mètode de la mitjana dels periodogrames, més conegut com a mètode de Welch, divideix una llarga seqüència x[n] en múltiples subseqüències més curtes i possiblement solapades. Calcula un periodograma amb finestra de cadascun, i calcula una mitjana de matriu, és a dir, una matriu on cada element és una mitjana dels elements corresponents de tots els periodogrames. Per als processos estacionaris, això redueix la variància del soroll de cada element aproximadament un factor igual al recíproc del nombre de periodogrames.
- L'allisat és una tècnica de mitjana en freqüència, en lloc de temps. El periodograma suavitzat de vegades es coneix com a trama espectral.

Les tècniques basades en periodogrames introdueixen petits biaixos que són inacceptables en algunes aplicacions. Altres tècniques que no es basen en periodogrames es presenten a l'article d'estimació de la densitat espectral.